# Charles Dellon
Charles Dellon (Agde, 1650 - hacia 1710) fue un médico y escritor francés, conocido principalmente por su libro Relation de l'lnquisition de Goa publicado en 1687.
Dellon viajó mucho en durante su vida, a los 17 años se embarca en Port-Louis como segundo cirujano en un barco. Así llegará a la India portuguesa, a Damán en 1673, dónde fue médico de Furtado de Mendonça y donde tendría problemas con la Inquisición portuguesa. De vuelta a Francia, termina sus estudios y entra al servicio del Príncipe de Conti. Más tarde se casa con la hija de un carnicero rico y se asienta en París, dónde fallece hacia 1710.
La obra por la que es conocido, Relation de l'lnquisition de Goa, publicada por primera vez en 1687 en Leiden y en 1688 en París, fue un auténtico best-seller, traducida inmediatamente al alemán, inglés y holandés y reeditada varias veces durante el siglo XVIII. En el libro, Dellon cuenta su proceso y encarcelamiento por la Inquisición portuguesa de Goa, en Daman y más tarde en Brasil y Lisboa, en total, unos 18 meses. Se le acusó de negar la validez del bautismo y de haber blasfemado contra la adoración de un crucifijo, además de haber despreciado a la Inquisición. Se le excomulgó, confiscó todos los bienes y se le condenó a 5 años de galeras. El relato tuvo una influencia enorme en los autores posteriores, así por ejemplo Voltaire se basará en ella para contar su Candide.
Además de su Relation, Dellon publicó además Relation d'un voyage des Indes orientales (Relación de un viaje a las Indias Orientales) y Traité des maladies particulières aux pays orientaux (Tratado de las enfermedades particulares de los países orientales.